# دانيلو روسو
دانيلو روسو (بالإيطالية: Danilo Russo)‏ (8 يوليو 1987 بنابولي في إيطاليا - ) هو لاعب كرة قدم إيطالي في مركز حراسة المرمى. شارك مع منتخب إيطاليا تحت 16 سنة لكرة القدم ومنتخب إيطاليا تحت 17 سنة لكرة القدم ومنتخب إيطاليا تحت 20 سنة لكرة القدم. أما مع النوادي، فقد لعب مع نادي برو فيرتشيلي ونادي جنوى ونادي سبيزيا ونادي فيتشينزا وFC Matera ‏ ونادي فياريجو ويو أس بركوليتزه 1932.

## روابط خارجية
- دانيلو روسو على موقع قاعدة بيانات كرة القدم.إي يو (الإنجليزية)
- دانيلو روسو على موقع Soccerway.com (الإنجليزية)
- دانيلو روسو على موقع عالم كرة القدم.نت (الإنجليزية)